# Прапор Кролевецького району
Пра́пор Кролеве́цького райо́ну затверджений 2 лютого 2001 року 15-ю сесією Кролевецької районної ради третього скликання.

## Опис
Являє собою бірюзове полотнище із зображенням славетного кролевецького рушника. В орнаменті рушника вишите нитками червоного кольору дерево життя українського народу, яке поєднане з тризубом князя Володимира — малим гербом України і символізує вічність українського народу на своїй землі. В центрі прапора розташований герб Кролевецького району.

## Див.також
- Герб Кролевецького району
- Кролевецький район